# Lomsjö
Lomsjö (sydsamiska: Loemenjaevrie) är en liten by i Åsele distrikt (Åsele socken) i Åsele kommun i Västerbottens län (Lappland). Byn ligger 25 km väster om Åsele, strax söder om riksväg 92 och på sydöstra stranden av Lomsjön. På andra sidan byn ligger sjön Saxvattnet.